# 肖建刚
肖建刚（1972年11月12日—），中国广西临桂五通镇上祥村人，中国前男子举重运动员。肖建刚的叔叔肖明祥是在20世纪60年代活跃的知名举重运动员，曾多次打破世界纪录。
1983年，11岁的肖建刚与另一位将来的知名举重运动员唐灵生来到五通中心小学举重队训练。1996年，肖建刚以322.5公斤的总成绩在亚特兰大奥运会男子64公斤级举重比赛中获得季军。1997年，肖建刚以317.5公斤的总成绩在第68届世界举重锦标赛男子64公斤级比赛中获得冠军与挺举第一名。
2003年，肖建刚退役，来到广西体工大队担任举重教练。2008年6月6日，肖建刚担任北京奥运会火炬接力在桂林的最后一棒火炬手。